# Leenbreuk
Leenbreuk of felonie is een verschijnsel dat zijn oorsprong vindt in het leenstelsel.
Van leenbreuk is sprake als een leenman leenverheffing doet bij een andere leenheer dan degene waarbij hij dit traditioneel diende te doen.
Normaal gesproken werd leenbreuk gezien als een misdrijf waarop zelfs de doodstraf stond, terwijl het betreffende leen verbeurd werd verklaard. Er waren echter omstandigheden waarbij leenbreuk straffeloos kon gebeuren. Bijvoorbeeld, indien de positie van de oorspronkelijke leenheer in het desbetreffende gebied aanmerkelijk was verzwakt ten gunste van een ander, of als er juridische dubbelzinnigheden bestonden omtrent het eigendom van het leen.
Later kreeg het woord een ruimere betekenis, en omvatte zaken als verraad, ontrouw, meineed en dergelijke.